# Insaciable
 Insaciable és una pel·lícula de l'Argentina filmada en Eastmancolor dirigida per Armando Bó sobre el seu propi guió que va ser produïda entre 1976 i 1979 i es va estrenar el 27 de setembre de 1984. Va tenir com a actors principals a Isabel Sarli, Jorge Barreiro, Santiago Gómez Cou i Armando Bó. Isabel Sarli interpreta a una dona "nimfòmana preocupada a la recerca de satisfacció o cura". La pel·lícula va ser molt controvertida a Argentina per la seva nuesa i contingut sexual i lesbianisme. S'ha jugat després amb un cartell de la pel·lícula que documenta extractes de la premsa argentina que condemnaven la pel·lícula i documentaven els que demanen que fos prohibida o censurada.

## Sinopsi
Un marit metge encoratja la infidelitat de la seva dona ninfómana i hi ha una desfilada de models per a temptar-la.

## Repartiment
- Isabel Sarli
- Jorge Barreiro
- Santiago Gómez Cou
- Armando Bó
- Horacio Bruno
- Mario Casado
- Claude Marting
- Enrique Vargas
- Olga Walk
- Lechuguita
- Nanclais Evans
- Amelia Sanguinetti

## Comentaris
Jorge Abad a La Voz del Interior va escriure:
| « | «Els exteriors fotografiats per Américo Hoss ens recorden –malgrat el seu gran ofici- als cartells de turisme.» | » |

Roberto Pagés a Tiempo Argentino va escriure:
| « | «Brutícies i ingenuïtats.» | » |

A.M.V. a Clarín va dir:
| « | «…és una d'aquestes pel·lícules que convé veure el dissabte a la nit en un cinema replet de crits, riures i ocurrències tolerant el seu mal gust més que deliberat.» | » |

César Magrini a El Cronista Comercial va dir:
| « | «Els diàlegs…veritable parenceria d'oligofrènia…és desastrosa…l'actuació de l'elenc sencer és primària i rebutjable.» | » |